# شبكرمة طاجيكية
شبكرمة طاجيكية (الاسم العلمي:Ampelopsis tadshikistanica) هي نوع غير مؤكد من النباتات يتبع جنس الشبكرمة من فصيلة الكرمية.